# Pop metal
Pop metal (às vezes confundido com ou usado de forma intercambiável com glam metal) é um termo genérico para estilos comerciais de heavy metal e hard rock que apresentam elementos proeminentes da música pop, como ganchos cativantes e refrões hinos. Tornou-se popular na década de 1980 entre bandas como Bon Jovi, Europe, Def Leppard, Mötley Crüe e Ratt.
O termo também é aplicado a algumas bandas e artistas formados desde a década de 1990 que misturam aspectos do pop e do heavy metal em seu som.

## Características
O pop metal é uma variação do heavy metal que enfatiza riffs de guitarra e ganchos cativantes de influência pop. Foi influenciado pelos refrões melódicos do rock de arena. Embora as gravações de pop metal fossem frequentemente barulhentas, elas também apresentavam uma produção polida e adequada para rádio. Bandas da cena metal de Los Angeles também se apropriaram de elementos visuais do glam rock dos anos 1970, levando à variação glam metal do final dos anos 1980.
O termo alternativo "metal pop" foi cunhado pelo crítico Philip Bashe em 1983 para descrever bandas como Van Halen e Def Leppard. Na "árvore genealógica definitiva do metal" de seu documentário Metal: A Headbanger's Journey, o antropólogo Sam Dunn diferencia o pop metal, que inclui bandas como Def Leppard, Europe e Whitesnake, de bandas de glam metal que incluem Mötley Crüe e Poison.

## História
O hard rock cativante de Kiss e Van Halen nos anos 1970 ajudou a dar origem ao gênero, junto com bandas como Thin Lizzy e AC/DC. O álbum de estreia do Van Halen em 1978 marcou um ponto de virada no estilo, tornando aquele som "mais extravagante, mais criativo e mais enérgico do que nunca". A primeira onda de pop metal, que não era tão voltada para o pop quanto os desenvolvimentos posteriores, incluiu bandas como Mötley Crüe, Quiet Riot, Dokken, Ratt e Twisted Sister.
Atos mais melódicos, como Def Leppard e Bon Jovi, tiveram ainda mais sucesso na nos anos 1980 com álbuns como Pyromania (1983) e Slippery When Wet (1986), enquanto a variação de hair metal se tornou dominante. A popularidade do gênero atingiu seu auge entre 1982 e 1991. A chegada do grunge em 1991 afastou o público do pop metal.
Apesar da queda na popularidade, o termo "pop metal" às vezes também é aplicado a várias bandas e artistas de rock e heavy metal que geralmente não são associados ao glam metal e se formaram desde os anos 1990, incluindo Amaranthe, Andrew WK, Architects, Bring Me the Horizon, Coheed and Cambria, Dead by April, Evanescence, Halestorm, Ghost, In Flames, In This Moment, Issues, Lacuna Coil, Poppy, Shinedown, The Pretty Reckless, We Are the Fallen, e Weezer.